# Олейник, Ладислав
Ладислав Олейник (чеш. Ladislav Olejník; род. 8 апреля 1932 года, Брно, Чехословакия — 7 июня 2022, Бад-Наухайм) — чехословацкий хоккеист и тренер.

## Карьера
После окончания карьеры игрока, Олейник в 1968 году возглавил клуб Бад Тельц, стал бронзовым призёром чемпионата ФРГ, а в следующем сезоне выиграл серебряные награды. Бронзовые награды он выиграл и в новом клубе «Бад-Наухайм» в 1974 году, это лучшее место в истории команды в Бундеслиге. В 1978 году возглавляет молодёжную сборную ФРГ, которая под его руководством занимает 7 места на чемпионатах мира среди молодёжных команд 1978 и 1979 годов.
Летом 1980 года Ладислав Олейник возглавил «Маннхаймер ЭРК». Становится серебряным призёром в 1982, 1983, 1985 и 1987 годах, бронзовым призёром в 1981, 1984 и 1988 годах. В 1989 году, Олейник возглавил «Айнтрахт» (Франкфурт-на-Майне), клуб занял 6 место, что является лучшим результатом в истории клуба. В следующем сезоне клуб занимает 7 место, а её форвард Иржи Лала стал лучшим бомбардиром чемпионата. Ладислав по окончании сезона покинул «Айнтрахт» из-за финансовых проблем в клубе.
В 1990 году в тандеме с Эрихом Кюнгаклем является одним из тренеров национальной сборной Германии. На чемпионате мира 1991 года сборная Германии заняла последнее 8 место но сохранила прописку в связи с расширением Группа А 12 сборных. Олейник отказался от должности тренера в сборной в пользу клуба, он возглавляет ХК «Фрайбург». Клуб в 1992 году в регулярном чемпионате занял 5 место, это крупнейший успех в истории ХК «Фрайбурга». В плей-офф уступили в четвертьфинальной серии БСК «Пройзен» 1:3. В январе 1993 года покинул пост главного тренера ХК «Фрайбург» и возглавил ХК Ратинген, но был уволен через некоторое время. В 1998—2005 годах Ладислав Олейник тренировал молодёжную команду ХК «Бад-Наухайм».
Скончался 7 июня 2022 года.